# Stephen Warshall
Stephen Warshall (New York, 1935. november 15.  – Gloucester, Massachusetts, 2006. december 11.) amerikai informatikus, akinek jelentős eredményei vannak az operációs rendszerek, a fordítóprogramok és a programozási nyelvek tervezése, valamint az operációkutatás területén.

## Élete és munkássága
Stephen Warshall Brooklynban kezdte iskoláit, Mount Vernonban érettségizett, majd a Harvard Egyetemen matematikusi diplomát szerzett 1956-ban. Nem szerzett doktori fokozatot, ennek ellenére több szakelőadást tartott különböző egyetemeken, és jelentősen hozzájárult az informatika fejlődéséhez. Az 1971–1972-es tanévben francia egyetemeken tartott előadásokat.

## Warshall-algoritmus
Egy algebrai reláció tranzitív lezártjának kiszámítására alkalmas algoritmus, amelyet 1962-ben publikált. Sok alkalmazása van, ilyen például a közismert Floyd–Warshall-algoritmus gráfok legrövidebb útjainak kiszámítására.

## Fordítás
- Ez a szócikk részben vagy egészben  a   Stephen Warshall című angol Wikipédia-szócikk ezen változatának fordításán alapul.  Az eredeti cikk szerkesztőit annak laptörténete sorolja fel. Ez a jelzés csupán a megfogalmazás eredetét és a szerzői jogokat jelzi, nem szolgál a cikkben szereplő információk forrásmegjelöléseként.